# 昔巴沃
昔巴沃是印度尼西亞西加里曼丹省新當縣下轄的一個鎮，位於該縣西南部，東接淡布那鎮，東北與上民椰鎮毗鄰，北鄰下吉東敖鎮，西北隔卡普阿斯河與昔加羅縣勿里當鎮、下勿里當鎮為界，西接昔加羅縣昔加羅鎮、上昔加羅鎮、那芽打曼鎮，南鄰道房縣河源鎮，東南與美拉維縣勿林明鎮毗鄰。

## 外部連結
- （印尼文）https://sintang.go.id/kecamatan-sepauk/ （页面存档备份，存于）